# Ed McKeever
Ed McKeever (ur. 27 sierpnia 1983) – brytyjski kajakarz. Złoty medalista olimpijski z Londynu.
Specjalizuje się w rywalizacji na najkrótszym z dystansów - 200 metrów. W tej konkurencji został mistrzem olimpijskim w 2012. Indywidualnie był także złotym medalistą mistrzostw świata w 2010 i srebrnym w 2011. W sztafecie w 2010 wywalczył srebro. Ma w dorobku trzy medale europejskiego czempionatu (złoto w 2010, brąz w 2011 i 2012).